# 丝绸之路大道站
丝绸之路大道站（蒙古语：ᠲᠣᠷᠭᠠᠨ ᠵᠠᠮ）是呼和浩特地铁2号线的地铁车站，位于中华人民共和国内蒙古自治区呼和浩特市新城区丁香北路街道成吉思汗东街与丝绸之路大道交叉口西侧，2020年10月1日開通运营。
本站原名为东二环路站（蒙古语：ᠵᠡᠭᠦᠨ ᠬᠣᠶᠠᠳᠤᠭᠠᠷ ᠲᠣᠭᠣᠷᠢᠭ ᠵᠠᠮ），2023年11月1日更改为现站名。

## 车站结构
丝绸之路大道站位于成吉思汗东街与丝绸之路大道交叉口西侧，沿成吉思汗东街呈东西向布置，长193米，标准段宽度19.7米，为地下两层岛式车站。
| 地面              | 出入口 | B-D出入口 |
| 地下一层          | 站厅   | 客服中心、自动售票机、验票机                                                                                    |
| 地下二层          | 站台层 | \| \| \| █ 2号线往阿尔山路（一家村） \| \| 島式 · 開左邊车门 \| \| \| \| \| \| █ 2号线往塔利东路（北山公园） \| |
|                   |        | █ 2号线往阿尔山路（一家村）                                                                                     |
| 島式 · 開左邊车门 |        | |
|                   |        | █ 2号线往塔利东路（北山公园）                                                                                   |

## 车站出口
丝绸之路大道站共设4个出口，各出口及周围设施如下所示：
| 出口编号            | 照片 | 地点                 | 可到达目的地                               |
| ------------------- | ---- | -------------------- | ------------------------------------------ |
| B · 1 · 出口        |      | 成吉思汗东街（南侧） | 名都和景                                   |
| B · 2 · 出口        |      | 成吉思汗东街（南侧） | 呼和浩特市住房和城乡建设局                 |
| C · 出口 · （设有） |      | 成吉思汗东街（南侧） |                                            |
| D · 出口            |      | 成吉思汗东街（北侧） | 呼和浩特市公安局新城区分局、新城区人民法院 |
| 图例： 设有         |      |                      |                                            |

## 接驳交通

### 公交车
- 新城区公检法办公区（车站西侧）：56路、68路、80路、120路、K7路
- 房地产市场交易中心（车站东南侧）：7路、80路、97路

## 历史
- 2018年6月27日，车站主体结构封顶[3]。
- 2020年10月1日，本站随2号线通车一同开通[1]。
- 2023年11月1日，站名由“东二环路站”变更为“丝绸之路大道站”[4]。

## 争议
该站建设时因处于成吉思汗东街与东二环路交叉口西侧而得名，但2022年6月，呼和浩特市对市区道路命名进行调整，原东二环路更名为丝绸之路大道，原科尔沁快速路更名为东二环快速路，导致该站已不处于现东二环路处，现东二环快速路与新店站更为接近。对此，呼和浩特城市交通投资建设集团表示，道路路名调整，车站更名相对滞后，会认真研究并履行相关程序完成站名调整。2023年11月1日，车站完成更名。